# Pauline Deutsch
Pauline Deutsch (* 29. September 2004 in Neuruppin) ist eine deutsche Fußballspielerin. Sie steht beim SK Sturm Graz unter Vertrag.

## Karriere

### Jugend
Deutsch begann mit dem Fußballspielen beim MSV Neuruppin. Bei der Hallenlandesmeisterschaft in Cottbus wurde Sabine Seidel auf die talentierte Jugendspielerin aufmerksam und berief Deutsch in die Potsdamer Eliteschule des Sports. Im Jahr 2017 wechselte sie in die brandenburgische Landeshauptstadt Potsdam zum 1. FFC Turbine Potsdam. 2019 erreichte Deutsch mit den U17-Juniorinnen das Halbfinale um die Deutsche Meisterschaft, bei dem sie dem SC Freiburg unterlagen.
Darüber hinaus kam sie in zehn Spielen der Auswahlmannschaften Brandenburgs an der Sportschule Wedau in Duisburg bei zwei Teilnahmen am Wettbewerb um den DFB-Länderpokal zum Einsatz.

### Frauenfußball
Zu ihrem Debüt im Frauen-Bereich kam Deutsch am 29. August 2021 im Regionalliga-Heimspiel der zweiten Mannschaft gegen Union Berlin, das mit 3:2 gewonnen wurde. Ihr erstes Tor im Frauen-Bereich erzielte sie eine Woche später beim 4:0-Auswärtssieg gegen den Rostocker FC. In den Relegationsspielen gegen den Hamburger SV setzten sich die Potsdamerinnen schließlich am Ende der Saison durch und stiegen – auch dank zwei Toren von Deutsch – wieder in die 2. Bundesliga auf.
Ihren Einstand in der Frauen-Bundesliga gab sie am Ende der Saison 2021/22, als sie am 7. Mai 2022 im letzten Heimspiel in der 79. Minute gegen Eintracht Frankfurt eingewechselt wurde. Außerdem kam sie am 18. April 2022 im Halbfinale des DFB-Pokals gegen Bayer 04 Leverkusen und am 28. Mai 2022 im Finale gegen den VfL Wolfsburg zum Einsatz. Seither etablierte sich Deutsch als Stammspielerin der 1. Mannschaft von Turbine Potsdam.
Am 17. März 2023 zog sie sich im Auswärtsspiel gegen den VfL Wolfsburg einen Bänderriss im Sprunggelenk zu und fiel daraufhin bis Mitte Mai aus. Anschließend stieg sie bei der zweiten Mannschaft von Turbine für drei Spiele wieder in den Spielbetrieb bis zum Ende der Saison 2022/23 ein und erzielte zwei Tore. Nach der Saison 2023/24, in der sie mit Turbine Zweitligameister wurde und so in die Bundesliga zurückkehrte, verließ sie den Verein.
Am 9. Juli 2024 wurde sie vom österreichischen Bundesligisten SK Sturm Graz verpflichtet.

### Nationalmannschaft
Deutsch bestritt bislang 14 Länderspiele für die U19-Juniorinnen des DFB, in denen sie bei der U19-Europameisterschaft 2022 in Tschechien und der U19-Europameisterschaft 2023 in Belgien spielte und mit der Mannschaft das Finale erreichte.

## Erfolge
- 2024: Meister der 2. Bundesliga mit 1. FFC Turbine Potsdam
- 2024 Aufstieg in die 1. Bundesliga mit 1. FFC Turbine Potsdam
- 2023: Finale der U19-Europameisterschaft mit DFB-U19-Juniorinnen
- 2022: DFB-Pokalfinale mit 1. FFC Turbine Potsdam
- 2022: Aufstieg in die 2. Bundesliga mit 1. FFC Turbine Potsdam II
- 2019: Halbfinale um die Deutsche B-Juniorinnen-Meisterschaft mit 1. FFC Turbine Potsdam U17

## Sonstiges
Sie bezeichnet sich als Fan von Real Madrid und Manchester United. Als ihr Vorbild nennt Deutsch den Weltfußballer Cristiano Ronaldo.
Zugunsten ihrer Ausbildung und Karriere in Potsdam verwarf Deutsch die Möglichkeit eines vierjährigen Vollstipendiums in den USA.